# Liotrachela iliganae
Liotrachela iliganae är en insektsart som beskrevs av Morgan Hebard 1922. Liotrachela iliganae ingår i släktet Liotrachela och familjen vårtbitare. Inga underarter finns listade i Catalogue of Life.